# Jean-Paul Bernard (historien)
Pour les articles homonymes, voir Jean-Paul Bernard et Bernard.
Jean-Paul Bernard, Ph. D., est un historien et professeur québécois, spécialiste de l'histoire du Québec et du Canada au XIXe siècle.